# Devetletna vojna
Devetletna vojna ali vojna velike alianse ali pfalška nasledstvena vojna (1689-97) je tretja osvajalna vojna francoskega kralja Ludvika XIV.
Med tem ko se je cesarska vojska bojevala proti Turkom na Balkanu, je Ludvik XIV. z vojsko zasedel Renski palatinat (Pfalz) z namenom, da ga priključi Franciji. Proti njemu se je oblikovala koalicija - velika aliansa. Razplamtela se je evropska vojna, ki je trajala devet let in je v prvih letih sovpadala s slavno revolucijo v Angliji. Bojišča so bila v okolici francoskih meja: v Porenju, Španski Nizozemski, Kataloniji, Savoji in Piemontu. Zavezniki so bili uspešni na morju, kjer so razbili sprva močno francosko mornarico. Na kopnem so se borili neusklajeno, vsak za svoje interese, tako da je Francija, ki je bila tedaj na višku moči, dolgo časa napredovala na frontah v Španski Nizozemski in v severni Italiji. Na koncu je z rijswijškim mirom obdržala Alzacijo s Strasbourgom. Viljemu III. je bil priznan naslov angleškega kralja. Savoja-Piemont je s torinskim mirom obranila svojo državnost in posesti v Italiji.

## Uvod
Stalnica zunanje politike Ludvika XIV. je bila širjenje in utrjevanje francoskih meja napram Habsburžanom, ki so oklepali njegovo državo. Zato je leta 1667 začel devolucijsko vojno (1667-68), napadel leta 1672 Nizozemsko (francosko-nizozemska vojna, 1672-78) in v obdobju 1679-81 izvajal politiko "združevanja" francoskih ozemelj (reunije). Ko je postajalo vse bolj očitno, da bo španski kralj Karel II. umrl brez naslednika, se je ob vprašanju nasledstva v Španiji tekmovalnost med Burboni in Habsburžani še stopnjevala. Pri dedovanju po ženski liniji sta bili dinastiji sorodstveno v enakem položaju.
Leta 1685 je brez naslednika umrl pfalški volilni knez Karel in Ludvik XIV. je postavil v imenu njegove sestre in svoje svakinje Elizabete Šarlote, vojvodine Orleanske, zahtevo po dedovanju alodialnih posesti veje Pfalz-Simmern. Proti tej novi francoski ekspanzionistični težnji je cesar Leopold I. leta 1686 oblikoval t. i. augsburško alianso (v kateri so bili poleg cesarja bavarski, saški in pfalški volilni knez, španski in švedski kralj in še drugi manjši državni stanovi), ki pa se je pokazala za neučinkovito, ker ni imela načrtov za skupen vojaški nastop in ker so se manjši knezi bali nasprotovati močnemu francoskemu sosedu.
Francija je imela tedaj najmočnejšo vojsko v Evropi in mornarico, ki je bila večja kot angleška in nizozemska skupaj; na drugi strani je bil cesar že od leta 1683 vpleten v veliko turško vojno. Ko se je leta 1688 glavnina cesarske vojske bojevala daleč na Balkanu proti Turkom, je francoski kralj ocenil, da bo lahko nekaznovano (tako kot reunije v letih 1679-81) na hitro priključil Renski palatinat (Pfalz) Franciji. Računal je tudi na pomoč, ki mu jo je obljubi angleški kralj Jakob II., in pričakoval, da bo njegov stalni in trdovratni nasprotnik Viljem III. Oranski, stadhouder na Nizozemskem, prezaposlen s svojimi poskusi vreči Jakoba z angleškega prestola, kar naj bi pripeljalo do dolgotrajne državljanske vojne v Angliji in slabitve Nizozemske.

## 1688 - 1689

### Francoska invazija v Renski palatinat in protiofenziva nemških knezov
Septembra 1688 je Ludvik XIV. brez vojne napovedi poslal vojsko maršala Boufflersa (Louis-François, duc de) v Renski Palatinat, ki je zavzela obrenska mesta od Kaiserwertha in Kölna do Speyerja. Istočasno je druga francoska armada pod nazivnim poveljstvom francoskega prestolonaslednika Ludvika s 30.000 možmi pri Strasbourgu prekoračila Ren in koncem oktobra, po enomesečnem obleganju in žilavem odporu branilcev, zavzela utrjeni Philippsburg in kmalu za tem še Mannheim in Frankenthal. Ostala mesta so padla brez odpora, med njimi Oppenheim, Worms, Bingen, Kaiserslautern, Heidelberg, Speyer in predvsem ključna utrdba Mainz. Coblenza maršal Boufflers kljub hudemu topovskemu obstreljevanju ni mogel zavzeti.
Koncem oktobra 1688 so se večji nemški knezi (brandenburški, saški, hannoverski, hesse-kasselski) v Magdeburgu dogovorili o organiziranju obrambe. Cesar je s turške fronte poklical bavarske, švabske in frankovske čete. Ko je Ludvik, ki na tak odpor ni bil pripravljen, spoznal, da njegov načrt hitre aneksije ni uspel, je spremenil taktiko. Ukazal je politiko uničevanja območij Palatinata, Badna in Württemberga z namenom, da sovražni vojski onemogoči lokalne vire za napad na francosko ozemlje. Od marca do junija 1689 so bili opustošeni Heidelberg, Oppenheim, Worms, Speyer, Bingen, Mainnheim je bil zravnan z zemljo. V celoti je francoska vojska požgala preko 20 mest in številne vasi.
Nemški knezi so leta 1689 ob Renu oblikovali tri armade: ob spodnjem Renu je brandenburška vojska junija (po obleganju) zavzela mesto Kaiserwerth in oktobra (po hudem obstreljevanju) Bonn. Največja je bila armada na srednjem Renu pod cesarskim generalom Karlom V. Lotarinškim, svakom cesarja Leopolda I. Odvrnil je francosko nevarnost od Frankfurta in septembra (po dvomesečnem krvavem obleganju) zavzel Mainz. Ob zgornjem Renu, na območju Schwarzwalda, se je bojevala vojska bavarskega volilnega kneza Maksimilijana II. Emanuela.
Invazija v Porenje je združila nemške kneze v obrambi proti Ludviku XIV., ki je tega leta ob Renu zgubil več, kot je pridobil. Renska fronta je vezala velik del francoskih sil in Viljemu III. Oranskemu olajšalo delo v času napada na Anglijo.

### Ustanovitev velike alianse
Tudi v Angliji so se dogodki (slavna revolucija) odvijali drugače in hitreje, kot je pričakoval Ludvik XIV. Sredi novembra 1688 se je vojska Viljema III. izkrcala na zahodu južne angleške obale pri Torbayu, od koder je Viljem krenil nad London. Protijakobinsko razpoloženje v Angliji mu je omogočilo, da je v soglasju s parlamentom že v sredini decembra prevzel oblast. Aprila 1689 sta bila Marija II. Stuart in Viljem kronana za kraljico in kralja Anglije. Maja je bila med cesarjem, Anglijo in Nizozemsko sklenjena vojaška zveza, velika aliansa, ki so jo decembra 1689 ratificirali na Dunaju. Zadala si je nalogo, da Ludviku XIV. onemogoči priključevanje tujih ozemelj in da obnovi mirovno ureditev iz vestfalskega (1648) in pirenejskega (1659) miru. Aliansi se je takoj pridružil lotarinški vojvoda, katerega ozemlje so Francozi okupirali, do septembra 1690 pa so se ji pridružili še Bavarska, Savoja-Piemont, Španija in Brandenburg. Ludvik XIV. se je moral tako soočiti z močnim nasprotnikom v vojni, ki je ni pričakoval in na katero ni bil pripravljen.

## Razširitev vojne v letu 1690
Leta 1690 se je bojevanje preselilo v okolico francoskih meja: v Špansko Nizozemsko (kamor je Francija preselila večji del vojske iz Porenja), Katalonijo, Savojo in Piemont, kjer so nastala nova bojišča po vstopu Španije in Savoje-Piemonta v veliko alianso, junija 1690.
V Španski Nizozemski, kjer v letu 1689 ni bilo veliko bojevanja (v edinem večjem spopadu, avgusta, je Viljemov vojskovodja Waldeck v bitki pri Walcourtu premagal francoskega generala de Humièresa, Louis de Crévant), je leta 1690 prevzel poveljstvo francoske vojske maršal Luxembourg. Julija 1690 je pri Fleurusu v Hainautu taktično premagal zavezniško vojsko pod vodstvom nizozemskega maršala Waldecka (Georg Friedrich, Fürst von).
V Kataloniji je francoski maršal Noailles izkoristil kmečki upor proti španski oblasti in maja zavzel mesto Camprodon, a se je moral umakniti pred večjo vojsko španskega vojskovodje Villahermose (Carlos de Aragón de Gurrea y de Borja, duque de).
Lahko delo so imeli Francozi v Savoji-Piedemontu. Francoski general Saint-Ruth (Charles Chalmont, marquis de) je zavzel večino ozemlja vojvodine Savoje, razen velike trdnjave Montmélian. V Piedemontu je avgusta maršal Catinat z 12.000 možmi odmevno porazil Viktorja Amadeja II. v bitki pri Staffardi, zavzel Saluzzo, Savigliano, Fossano in Suso, a je bil zaradi bolezni v vojski prisiljen umakniti se pred zimo nazaj čez Alpe.

## 1691
Francozi so v letu 1691, še pred običajno sezono bojevanja, skušali omajati koalicijo z dvojnim, skrbno pripravljenim napadom: na mesto Mons v Španski Nizozemski in na Nico ob sredozemski obali.
Maršal Boufflers je sredi marca s 46.000 možmi obkolil Mons, maršal Luxembourg pa je z enako veliko vojsko varoval obleganje, tako da vojska Viljema III. (80.000 mož), ki se je izkrcala v Holandiji, oblegancem ni mogla na pomoč. Po enem najsilovitejših obleganj vojne je mesto 8. aprila padlo. V maju je Luxembourgh zavzel in opustošil mesto Halle, Boufflers je obstreljeval nevtralni Liège, a do bitke, ki bi končala vojno, ni prišlo.
V severni Italiji je maršal Catinat marca zavzel Villefranche in nato Nico. Junija je padla Carmagnola. Francozi so opustili obleganje mesta Cuneo, ko so zvedeli da prihaja na pomoč cesarska vojska. Pobudo v Piedemontu so prevzeli zavezniki, ki so v oktobru spet zavzeli Carmagnolo. V Savoji so Francozi v decembru zavzeli še Montmélian.

## 1692
Da bi pomagal Jakobu II. do ponovnega prevzema oblasti v Angliji, je Ludvik XIV. zgodaj leta 1692 načrtoval invazijo v Anglijo, za kar je na polotoku Cotentin in v Le Havru pripravil 30.000 mož. Istočasno je pripravil napad na strateško pomembno utrjeno mesto Namur v Španski Nizozemski, kjer je francoska vojska štela že 120.000 mož.
Invazija v Anglijo je bila načrtovana za čas, ko zavezniške ladje spomladi še ne bi bile pripravljene za boj. Vendar so se priprave tako zavlekle, da je bil ta čas zamujen. Vseeno je Ludvik XIV. zahteval spopad mornaric. Francoski admiral Tourville je tako šele 12. maja odplul iz Bresta in se 29. maja spopadel pri rtu Barfleur z enkrat močnejšim zavezniškim ladjevjem. Tourville v bitki sicer ni izgubil nobene ladje, a se je njegovo ladjevje po bitki v megli in temi razkropilo. Del ladjevja, ki se je zatekel na sidrišče La Hogue, pod okrilje francoskega obalnega topništva, so zavezniki 2.-3. julija zažgali. S tem dogodkom je Ludvik XIV. izgubil zaupanje v svojo mornarico in se je odtlej posvečal predvsem kopenski vojski.
Maršal Vauban, glavni francoski inženirski strokovnjak, je konec maja obkolil Namur, maršal Luxembourgh pa je obleganje varoval. Mesto je kmalu padlo, mestna trdnjava pa se je upirala vse do 30. junija. 3. avgusta je Viljem III. z veliko manjšo vojsko presenetil Luxembourga pri vasi Steenkirk. Čeprav sta po hudi bitki obe strani trdili, da sta zmagali, bitka strateško nobeni strani ni prinesla prednosti.
Med tem ko je maršal Catinat, v Piemontu sedaj številčno šibkejši od zaveznikov (38.000 : 55.000 mož), v letu 1692 varoval svoje pozicije, je Viktor Amadej II. ob pomoči valdežanov preko gora z vojsko vdrl v francosko Dauphiné. Avgusta je po obleganju zavzel Embrun, ki pa ga ni mogel obdržati. Njegova vojska je oropala mesto Gap ter vasi in gradove na poti domov.

## 1693
Leta 1693 je francoska vojska štela na papirju že 400.000 mož. Kljub slabi letini in lakoti v tem in zlasti naslednjem letu, je Ludvik XIV. še okrepil vojaške dejavnosti. Istočasno si je francoska tajna diplomacija prizadevala omajati trdnost koalicije.
V Porenju je francoski maršal Lorges z vojsko prešel Ren in maja zavzel Heidelberg in ga skoraj popolnoma uničil. Njegovo nadaljnje prodiranje je pri Heilbronu zaustavil mejni grof Ludvik Viljem Badenski. Francozi so opustošili Württemberg in se umaknili nazaj čez Ren. V Porenju po tem ni bilo več pomembnejših bojev, ker sta obe strani poslali svoji vojski v Špansko Nizozemsko in Italijo.
V Flandriji je maršal Luxembourg julija zavzel mesto Huy in takoj za tem v bitki med Neerwindnom in Landnom premagal vojsko Viljema III. V bitki, ki je obema, zlasti pa cesarski strani, prinesla velike izgube, se je, kot že velikokrat, izkazala francoska konjenica. Oktobra sta maršala Luxembourg and Vauban zavzela Charleroi in s tem, skupaj z že prej osvojenimi trdnjavami Mons, Namur in Huy, Franciji zagotovila močno obrambno črto. 
V Piemontu je maršal Catinat, potem ko je dobil ojačitve iz Porenja in Katalonije, septembra napadel Rivoli pri Torinu in prisilil zaveznike, da so opustili obleganje in bombardiranje Pinerola. Z odmevno zmago pri Marsaglii (oktober) je odpravil blokado Cunea, a pomanjkanje čet in težave z oskrbo mu niso omogočale pohoda nad Torino.
V Kataloniji je maršal Noailles junija zavzel pomembno pristanišče Rosas in pustil v njem močno francosko posadko, preden se je umaknil v francoski Roussillon prezimovat.
V juniju 1693 je francoska mornarica dosegla zadnji večji podvig v tej vojni; v maju je admiral Tourville neopažen izplul iz Bresta in 27. julija zajel velik del zavezniškega konvoja, ki je, namenjen v Sredozemlje, plul okrog rta Svetega Vinenca (pri Lagosu).

## 1694
V Kataloniji je maršal Noailles v bitki pri Torroelli ob reki Ter maja 1694 premagal (ob podpori francoskih vojnih ladij) španskega vojskovodjo Escalono (Juan Manuel María de la Aurora, duque de). V juniju je zavzel pristanišče Palamós, potem še Gerono in Hostalric in si odprl pot v Barcelono. Grožnja španskega kralja, da bo sklenil s Francozi separatni mir, če ne bo dobil pomoči, je vzpodbudila Viljema III., da je poslal pomoč. Del angleško-nizozemskega ladjevja se je pod poveljstvom admirala Berkeleya (John Berkeley, baron of Stratton) junija poskusil izkrcati na področju francoske pomorske baze Brest, potem pa je obstreljeval francoske obalne utrdbe Dieppe, Saint-Malo, Le Havre, in Calais. Drugi del ladjevja je pod admiralom Russellom (Edward Russell, Earl of Orford ) odplul v Sredozemlje in se tam združil s sredozemskim zavezniškim ladjevjem (skupaj 77 linijskih ladij). Pred tako veliko floto so se francoske ladje izpred Barcelone umaknile v zavetje Toulona, Noailles pa je svojo vojsko umaknil za reko Ter. Z zaščito Barcelone so zavezniki zadržali Španijo v aliansi še dve leti.
V Španski Nizozemski je leta 1694 zavezniška vojska številčno že presegla francosko. Viljem III. je septembra ponovno osvojil Huy, ostale položaje pa je uspel Luxembourgu s spretnim manevriranjem in zaradi vojne utrujenosti obeh strani ohraniti.

## 1695 - 1696
Smrt maršala Luxembgourga, najboljšega francoskega vojskovodje njegovega časa, v začetku leta 1695 je francosko podrejenost na bojiščih Španske Nizozemske še povečala; zamenjal ga je maršal Villeroi. Viljemova vojska je z začetkom julija začela oblegati strateško pomembni Namur. Francozi so poskušali oblegano mesto razbremeniti z obstreljevanjem Bruslja (ki je pogorel), a brez uspeha; Namur je padel po dveh mesecih obleganja, ki je zahtevalo veliko zavezniških izgub. Zavezniki so si z zavzetjem Namurja in prej Huya zavarovali povezavo med svojimi silami ob Meusi z onimi ob Mozeli in Renu.
Zaradi katastrofalnih suš v letih 1693-94 (v Franciji je od lakote umrlo kakih 2 milijona ljudi) in gospodarskih težav je Francija spremenila strategijo bojevanja na morju v ekonomsko vojno: nalogo napadanja nasprotnih trgovskih ladij je prepustila privatnim gusarjem, prihranjeni denar pa je namenila kopenski vojski.V odgovor so zavezniki povečali topovsko obstreljevanje francoskih obmorskih utrdb Saint-Malo, Granville, Calais, Dunkirk.
Tega leta je prišlo v tajnih pogovorih med Francozi in Savojci do preboja. Vse večja vojaška in politična moč Avstrijcev je po mnenju Viktora Amadeja II. že bolj ogrožala samostojnost njegove dežele kot Francozi, zato se je odločil za sodelovanje s slednjimi. Po dogovoru so mu Francozi predali Casale, da bi se izognili avstrijskemu obleganju.

### Torinski mir
Separatni mir med Francijo in Savojo-Piemontom je bil podpisan 29. avgusta 1696 v Torinu. Francozi so pristali na izročitev Pinerola pod pogojem, da se njegove trdnjave razrušijo. Vrnili so mesta Montmélian, Nico, Villefranche, Suso in manjša mesta. Obvezali so se, da ne bodo posegali v savojsko versko politiko v zvezi z valdežani, če bo savojski vojvoda onemogočil njihovo sodelovanje s francoskimi hugenoti.  Viktor Amadej II. se je v povračilo zavezal, da se bo ločil od velike alianse in se povezal z Ludvikom XIV., če bo to potrebno za zagotovitev nevtralnosti severne Italije. Cesarju Leopodu I., ki je bil s takšnim dogovorom diplomatsko izigran, ni preostalo drugega, kot da je oktobra v Vigevanu podpisal mir v regiji, h kateremu je Francija takoj pristopila. Vojna je bila s tem v severni Italiji končana. Savoja je iz nje izšla kot suverena dinastija drugorazredne moči; Francija se je morala sprijazniti z mejo na Alpah in se odreči ozemeljskim pretenzijam v Padski ravnini.

## 1697
Francija je bila ekonomsko izčrpana. Nizozemski in angleški trgovci so zahtevali mir. Maja 1697 so se v Rijswijku začela mirovna pogajanja, vzporedno pa so se boji še kar nadaljevali. 
V Španski Nizozemski sta maršala Vauban in Catinat, z enotami, sproščenimi v Italiji, sredi maja obkolila mesto Ath, med tem ko sta Boufflers in Villeroi obleganje krila. 5. junija je mesto padlo.
V Kataloniji je maršal Vendôme, ki je zamenjal bolehnega Noaillesa in je postal eden najboljših generalov Ludvika XIV., z vojsko, okrepljeno z enotami iz Italije, 10. avgusta (po obleganju in v bitki, ki je zahtevala zelo veliko izgub) zavzel Barcelono. Kmalu za tem je prišlo do podpisa miru.

### Rijswijški mir
Pogajanja so potekala v palači Viljema III. pri Rijswijku v bližini Haaga. Švedi so bili uradni mediatorji.
Ludvik XIV. je Viljemu III. priznal naslov angleškega kralja in se obvezal, da ne bo aktivno podprl kandidature Jakobovega sina.
Ludvik XIV. je zadržal vso Alzacijo, vključno Strasbourg. Lotaringijo je vrnil njenemu vojvodi (razen mesta Saarlouis z okolico, ki je postalo francoska enklava; zagotovil si je tudi pravico prehoda francoskih čet čez Lotaringijo); odreči se je moral vsem pridobitvam na desnem bregu Rena, med njimi Philppsburgu, Breisachu, Freiburgu in Kehlu. Nove francoske utrdbe La Pile, Mont Royal in Fort Louis je bilo treba podreti. Odrekel se je zahtevam v Renskem palatinatu.
Ludvik XIV. se je želel prikupiti Madridu in se je umaknil iz Katalonije (kljub temu, da je ravnokar z velikimi žrtvami zavzel Barcelono); v Španski Nizozemski je Španiji vrnil Luksemburg, Chimay, Mons, Coutrai, Charleroi, Ath. 
Anglija ni imela ozemeljskih zahtev, Nizozemska je dobila ugoden trgovski sporazum (francoske carine so bile vrnjene na vrednosti iz leta 1664). Franciji je bila priznana zahodna polovica otoka Hispaniola (današnji Haiti).
Predstavniki Nizozemske, Anglije in Španije so podpisali sporazum 20. septembra 1697. Cesar Leopold I. je sprva nasprotoval sporazumu. Ker pa je vojna s Turki še trajala in se sam ni mogel boriti proti Francozom, je 30. oktobra tudi on podpisal sporazum. Protestantski nemški knezi so mu zelo zamerili dodatek k pogodbi v zvezi z versko ureditvijo na vrnjenih ozemljih, po katerem so v času francoske zasedbe rekatolizirane dežele morale ostati katoliške.
Sporazum se ni dotaknil vprašanja nasledstva v Španiji, kar je čez štiri leta pripeljalo do nove vojne svetovne razsežnosti.